# 詹姆斯·邦德系列游戏列表
詹姆斯·邦德系列游戏改编自著名的007系列电影，自1983年推出了第一部改编游戏以来，至今已经发行了25部正式作品，游戏类型包括射击、动作、竞速和文字冒险。本文介绍与007系列有关的电子游戏，如需查阅相关电影，请前往詹姆斯·邦德系列电影。

## 已发行作品

### 1980年代
- 1983 - 《詹姆斯邦德007 (James Bond 007)》发行，为第一个改编自电影的游戏，对应於雅达利2600平台
- 1985 - 《雷霆杀机(A View to a Kill)》，改编自同名电影，游戏由两个制作商分别开发了两种不同的版本。第一个版本为Domark Software发行在Commodore 64、MSX等平台。第二个版本为Angelsoft开发，是一个文字冒险游戏
- 1986 - 《007铁金刚大战金手指(James Bond 007: Goldfinger)》，也是Angelsoft开发的文字冒险游戏
- 1987 - 《黎明杀机 (The Living Daylights)》，是一个由Domark发行的横板射击游戏
- 1988 - 《生死关头 (Live and Let Die)》，改编自73年上映的同名电影。
- 1989 - 《杀人执照 (Licence to Kill)》，DOS平台首发，还原了片中大部分动作场景

### 1990年代
- 1990 - 《海底城 (The Spy Who Loved Me)》，改编自77年的同名电影，游戏采用了类似于空战游戏的顶端视角，玩家需要操作主角的跑车来消灭敌人
- 1990 - 《隐匿行动 (The Stealth Affair \ Operation Stealth)》，也是一个文字冒险游戏
- 1992 - 《007探员 (James Bond Jr.)》，由Eurocom开发，对应FC(NES)和SFC(SNES)平台
- 1993 - 《007：决斗 (007: The Duel)》，是一个动作射击游戏，对应当时世嘉的Sega Genesis等几大主要平台
- 1997 - 《007黄金眼 (GoldenEye 007)》，改编自95年的同名电影，这是整个游戏系列最重要的一部作品，它的出现对射击游戏产生了巨大影响。对于现在的国内玩家，它最著名的其实是一个bug，在N64实机上游玩时稍微撬动卡带，如果给卡带的金手指卡在了正好的距离和角度，游戏内的所有人物会突然在原地打滚，后来一个玩家给有关这个bug的视频配上了广濑香美演唱的，使得原本不算搞笑甚至很糟糕的游戏故障完全喜剧化，并迅速成为了一个笑梗
- 1998 - 《詹姆斯邦德007 (James Bond 007)》，GameBoy独占
- 1999 - 美国艺电(EA Games)收购了游戏改编版权并发行了《明日帝国 (007: Tomorrow Never Dies)》，这回从FPS改为了TPS(第三人称射击)

### 21世纪
- 2000 - 《黑日危机 (The World Is Not Enough)》，对应N64和PS1，这次又改回了FPS
- 2000 - 《特工赛车 (007 Racing)》，动作射击摇身一变极品飞车，这个莫名其妙的点子到底是谁出的呢？
- 2001 - 《危机四伏 (007: Agent Under Fire)》，对应PS2 \ NGC \ 第一代xbox，游戏剧情为原创
- 2002 - 《007：夜火 (James Bond 007: Nightfire)》，对应PS2 \ NGC \ 第一代Xbox \ GBA \ PC(Windows)，续写了上个游戏的剧情，这是第七代主机发售(2005-2013)之前唯一一部有PC版的《詹姆斯·邦德》游戏，PC版采用《半条命(Half-Life)》的GoldSrc引擎进行了完整重制
- 2003/04 - 《谁与争锋 (James Bond 007: Everything or Nothing)》，又改为了TPS，对应GBA \ PS2 \ NGC \ 第一代Xbox平台
- 2004 - 《黄金眼：侠盗特工 (GoldenEye: Rogue Agent)》，又变成了FPS，剧情跟95年的电影和97年的游戏都没有联系
- 2005 - 《007：来自俄罗斯的爱情 (James Bond 007: From Russia with Love)》，剧情改编自1963年上映的同名电影，内容采用由 “肖恩·康纳利”扮演的第一代007电影
- 2005/2010 - 《黄金眼：起源 (GoldenEye: Source)》，一个玩家制作的《半条命2》MOD，还原了1997年的《黄金眼007》当中的多人模式
- 2007 - 改编版权被动视暴雪买走，并在2008年发行了《007：量子危机 (007: Quantum of Solace)》，这个游戏竟然有4个开发商，对应PS2\PS3\Xbox 360\Wii\NDS\PC平台
- 2010 - 《血石 (James Bond 007: Blood Stone)》，对应PC \ NDS \ PS3 \ Xbox 360
- 2010 - 《007黄金眼 重启版 (GoldenEye 007)》，由Eurocom开发，对应Wii和NDS平台，是97年同名游戏的重制版，内容全部翻新重造，游戏节奏更加贴近现代玩家
- 2011 - 《007黄金眼 重装上阵 (GoldenEye 007 Reloaded)》，上边那个游戏对应PS3和X360的移植版本，但糟糕的画面优化和过多Bug遭到媒体炮轰
- 2012 - 《007：传奇 (007 Legends)》，对应PC \ PS3 \ Xbox 360 \ Wii U，游戏剧情获得了剧本方面的提名，然而游戏本身的质量却令人目不忍视，评测媒体给出的平均分仅45分，极其负面的评价和过低的销量，直接导致了开发商Eurocom的倒闭，该系列的续作计划也被彻底搁浅

## 取消的续作
- 1983 - 《八爪女》，原定为第一部游戏的续作，同样对应雅达利2600平台
- 1997 - 《黄金眼007》，竟然又是竞速游戏，对应当时已经暴死的Virtual Boy平台
- 1998 - 《明日帝国2》，录像带形式发行的电影版《明日帝国》结尾展示了一段改编游戏的预告片，游戏的剧情将续写电影的结尾，由米高梅自己的娱乐部门开发。之后EA收购了007系列的游戏改编版权，取消了相关计划但随后又决定回炉重造，最终成品没有续写电影的剧情，而是直接改编了电影的剧情。
- 2001 - 《黑日危机》，据说是EA觉得没有再炒红的价值才给取消的
- 2006 - 《皇家赌场》，计划在年底和电影版同期发售，但因开发进度太慢而取消，同时EA决定把更多人力投入到自家公司拥有版权的游戏上，于是放弃了系列的改编版权。